# František Šterc
František Šterc (27. ledna 1912, Šlapanice — 31. října 1978, Brno) byl český fotbalista, levá spojka, československý reprezentant. Byl přezdíván Šlapanické starosta.

## Sportovní kariéra
Odchovanec Šlapanic, kde hrál do roku 1932, prožil vrchol kariéry v brněnském klubu SK Židenice (1932–1938). Sehrál za něj 62 prvoligová utkání, v nichž vstřelil 32 branky, ve druhé lize v sezoně 1932/33 přidal 16 branek. Od roku 1938 nastupoval 2 roky za SK Šlapanice v Moravsko-Slezské divizi (2. lize), tamtéž pokračoval dále v nižší soutěži.
Získal stříbrnou medaili z mistrovství světa v Itálii roku 1934, byť do bojů šampionátu přímo nezasáhl. V letech 1934 až 1935 nastoupil ke dvěma reprezentačním utkáním.

## Ligová bilance
| Ročník                    | Zápasy | Góly | Klub        |
| ------------------------- | ------ | ---- | ----------- |
| 1. asociační liga 1933/34 | 15     | 5    | SK Židenice |
| Státní liga 1934/35       | 22     | 15   | SK Židenice |
| Státní liga 1935/36       | 17     | 9    | SK Židenice |
| Státní liga 1936/37       | 2      | 0    | SK Židenice |
| Státní liga 1937/38       | 5      | 3    | SK Židenice |
| CELKEM                    | 61     | 32   |             |